# Kloster Pomorie
Das bulgarische Kloster Pomorie befindet sich zwischen der Altstadt und der Neustadt von Pomorie und gehört zur Diözese von Sliwen. Es ist dem heiligen Georg gewidmet und wird auch Kloster „Sveti Georgi“ genannt. Es beherbergt Ikonen von hohem künstlerischen Wert aus dem 18. und 19. Jahrhundert.

## Geschichte

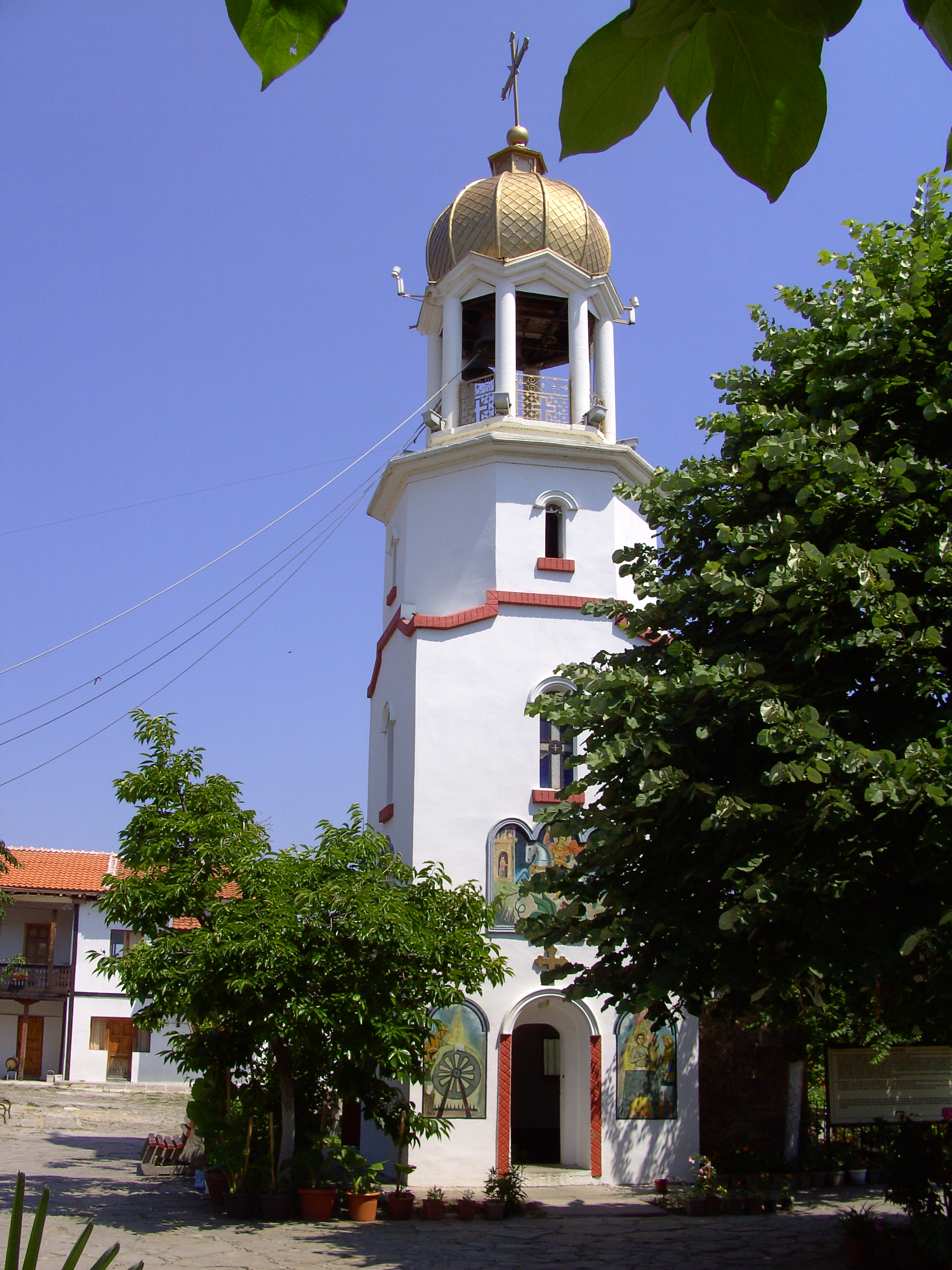
Glockenturm der Klosterkirche, genau über der heiligen Quelle errichtet

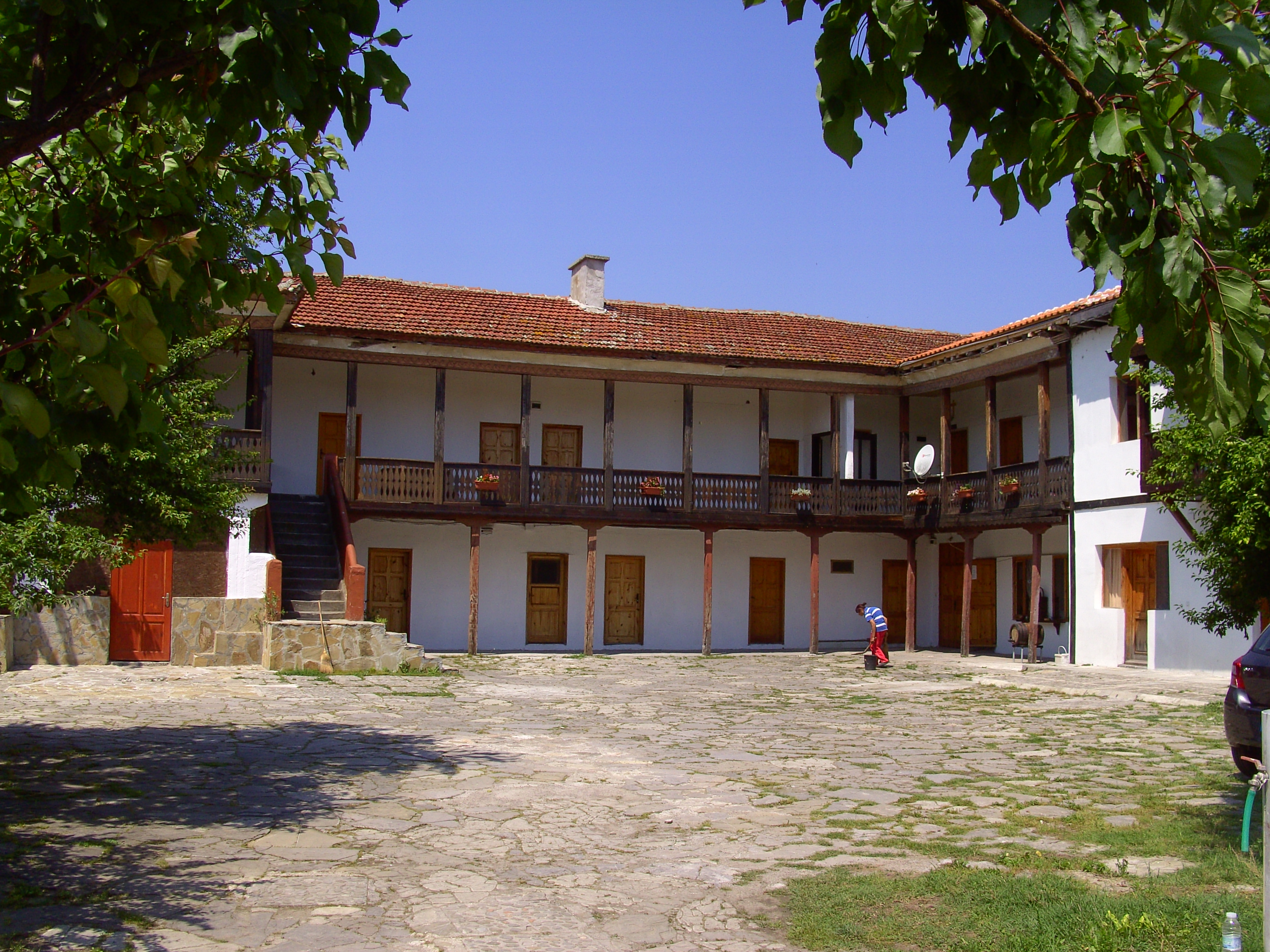
Klostergebäude mit Hof

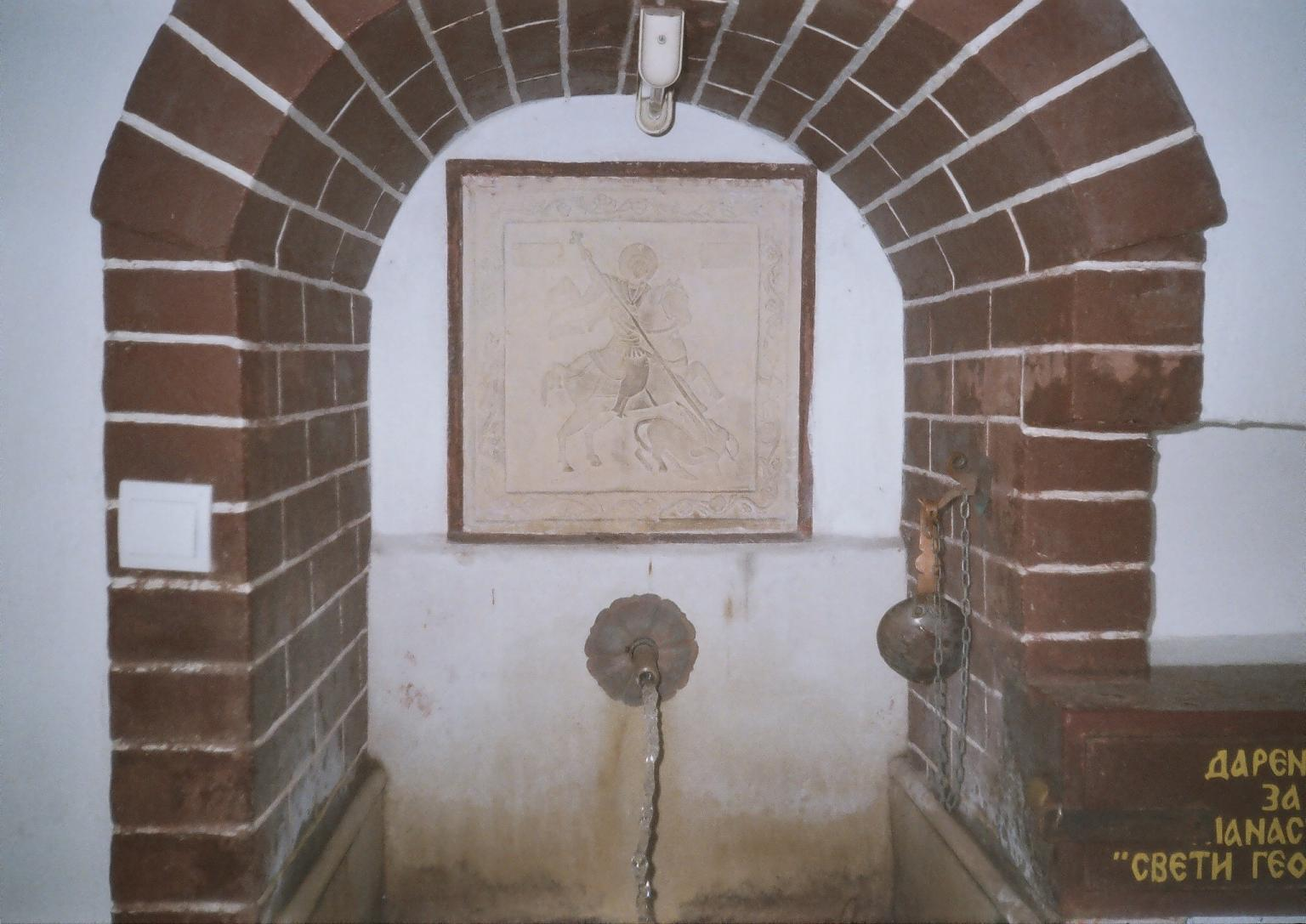
Heilige Quelle unter dem Glockenturm

Nach der Überlieferung rastete der Apostel Andreas auf dem Weg nach Kiew in der Stadt Anchialos (heute Pomorie). Hinweise auf klösterliches Leben reichen bis in das 3.–4. Jahrhundert zurück. Das Kloster wurde von griechischen Kolonisten im 7. Jahrhundert gegründet und wurde beim Vormarsch durch Osmanischen Truppen nach 1458 vollständig zerstört. Auf dem Klostergelände entstand der Hof eines türkischen Gutsherren, der als Landeigentümer (türkisch Çiftlik) eingesetzt war.
Der Legende zufolge erkrankte dieser türkische Feudalherr namens Selim Bej an einer unheilbaren Krankheit. Eines Nachts träumte er, auf dem Hof seines Gutes befände sich eine heilende Quelle. Am nächsten Tag ließ er auf dem Hof graben und stieß auf eine Marmorplatte mit dem Relief Georg des Drachentöters. Unter der Platte entsprang eine kleine Quelle. Er trank daraus, gesundete und bekehrte sich daraufhin mit seiner Familie zum Christentum. Seinen Landbesitz (etwa 3800 Dekar) schenkte er an das neu zu errichtende Kloster „Sveti Georgi“.
Die heutige Klosterkirche wurde 1856 auf den Grundmauern einer sehr viel älteren Kirche errichtet. Die in der Legende genannte Marmorplatte mit dem Relief des Heiligen Georg wurde über dem Kirchenportal in das Mauerwerk eingearbeitet. Der Glockenturm befindet sich etwas abseits direkt über der heiligen Quelle. Im Untergeschoss des Glockenturmes können Gläubige von der Quelle trinken und das Wasser in Flaschen abfüllen. Auf dem Klosterhof befindet sich ein kleiner Garten mit Gemüseanbau für den Eigenbedarf. Aus der Altstadt gibt es einen regelmäßigen Busverkehr mit einem Halt an dem Klostergelände.
Seit 2004 wird das Kloster vom Priestermönch Hierotheos (bulgarisch Йеромонах Йеротей Jeromonach Jerotej) geleitet. Hierotheos wurde 2014 zum Bischof (bulgarisch Епископ Episkop) ernannt. Sein Titel ist „Hierotheos, Bischof von Agatopol“ (Епископ Агатополски Йеротей). Agatopol ist der griechische Name von Achtopol, einer Kleinstadt  an der südwestlichen Schwarzmeerküste Bulgariens.
Koordinaten: 42° 34′ 3,4″ N, 27° 37′ 5,6″ O